# Cantabile (digtsamling)
 For alternative betydninger, se Cantabile. (Se også artikler, som begynder med Cantabile)
Cantabile er en digtsamling skrevet af Prins Henrik (Prinsgemalen) og udkommet i 2000. Digtene er oprindeligt skrevet på fransk og derpå gendigtet på dansk af Per Aage Brandt. Bogen indeholder både den franske og danske version. Den er illustreret med collager af Dronning Margrethe
Digtsamlinger er blandt andet blevet kommenteret i to udgivelser; Cantabile 2 – Hævnen og Cantabile 3 – Sejren skrevet af Janus Kodal under pseudonym. Digte fra Cantabile bliver også brugt som tekster i en symfonisk suite med samme navn for solister, kor og orkester komponeret af Frederik Magle og uropført i 2009.